# 排程
排程或譯排班（英語：schedule），是將任務分配至資源的過程，在計算機或生產處理中尤為重要。
排班首要面對的就是效率問題。以數學而言，排班問題通常就是最佳化問題。以航空公司為例，使用機場每個登機口皆需計時付費，「分配登機口」就是一項任務，而「登機口」就是可供利用的資源，若將登機口使用數量及時間壓到最低，亦即能節省最多的成本。有時任務不能趕及限期前完成，延誤的時長稱為延遲。

## 電腦
排程多任務處理的主要目的，是隨時保有一個行程在執行，藉以提高CPU使用率。事實上，行程就是一種任務，可利用的資源即是CPU。若能最有效率完成運算，對使用者而言就不必久候。

## 常見排程
- 依序循環排程（RR，Round-robin scheduling）
- 最短先做排班（SJN，Shortest job next）
- Shortest remaining time
- Weighted round-robin scheduling
- 速率单调 (RMS)
- Deadline-monotonic scheduling (DMS)
- Earliest deadline first scheduling (EDF)
- Two-level scheduling
- 先進先出
- LIFO
- Fair-share scheduling
- 完全公平排程 (CFS)
- Least slack time scheduling (LST)
- Multilevel Feedback Queue
- Take scheduling
- Gang scheduling
- Least-connection scheduling
- Weighted least-connection scheduling
- Shortest expected delay scheduling
- Never queue scheduling
- List scheduling
- Genetic Anticipatory
- Lottery Scheduling
- 关键路径

### 磁碟臂排程
- 最短寻道优先（英语：Shortest seek first）
- 电梯算法（英语：Elevator algorithm）